# Brigade de l'Esprit de Dieu Jésus Fils de Marie
La Brigade de l'Esprit de Dieu Jésus Fils de Marie (en arabe : كتائب روح الله عيسى بن مريم, romanisé : Kataib Rouh Allah Issa Ibn Miriam) est une milice composée d'Assyriens chrétiens, entraînés et approvisionnés par une milice chiite irakienne en tant que sous-groupe de celle-ci dans la lutte contre l'EIIL.

## Formations et activités
La Brigade a été formé en décembre 2014 en tant que sous-groupe chrétien du Kataib al-Imam Ali (Brigades de l'imam Ali), elle-même la branche armée du Harakat al-Iraq al-Islamiyah (Mouvement de l'Irak islamique).
Kataib al-Imam Ali est entré en guerre contre l'EIIL en juin 2014 avec des membres en uniforme et bien armés. Il a été très actif à Amerli , Tuz et Diyala , combattant aux côtés d'autres milices chiites irakiennes , toutes soutenues par les Gardiens de la révolution iranien. Dans le gouvernorat de Saladin , les combattants du groupe ont posé dans des vidéos avec les têtes coupées de leurs ennemis tués. Fin décembre 2014, le groupe a commencé à former des chrétiens pour un sous-groupe appelé aile Kataib Rouh.